# エヴァ・レヒナー
エヴァ・レヒナー（Eva Lechner、1985年7月1日 - ）は、イタリア、ボルツァーノ出身の女子自転車競技選手。

## 来歴
マウンテンバイクレースのクロスカントリー（XC）とシクロクロスで活動。
2005年
- イタリア選手権・U23 XC 優勝

2007年
- イタリア選手権・個人ロードレース 優勝
- ヨーロッパ自転車競技選手権大会（欧州選手権）・U23 XC 優勝

2009年
- マウンテンバイク世界選手権・チームリレー （+ マルコ・アウレリオ・フォンターナ、ゲルハルト・ケルシュバウマー、クリスティアン・コミネッリ） 優勝
- マウンテンバイク世界選手権 XC 9位
- イタリア選手権・シクロクロス 優勝

2010年
- マウンテンバイクワールドカップ XC　総合3位 (1勝)
- イタリア選手権・シクロクロス 優勝

2011年
- マウンテンバイク世界選手権 XC 3位
- マウンテンバイク世界選手権 チームリレー 3位
- マウンテンバイクワールドカップ XC　総合5位

2012年
- マウンテンバイク世界選手権・チームリレー （+ マルコ・アウレリオ・フォンターナ、ベルタイン・シュミット、ルカ・ブライドット） 優勝
- イタリア選手権
  - シクロクロス 優勝
  - XC 優勝

2013年
- マウンテンバイク世界選手権・チームリレー （+ マルコ・アウレリオ・フォンターナ、Gioele BERTOLINI、Gerhard KERSCHBAUMER） 優勝
- マウンテンバイク世界選手権 XC 10位
- マウンテンバイクワールドカップ XC 総合2位 (1勝)